# استارستون
استارستون (به انگلیسی: Starston) یک روستا و محله مدنی در بریتانیا است که در South Norfolk واقع شده‌است. استارستون ۹٫۰۲ کیلومتر مربع مساحت و ۳۳۱ نفر جمعیت دارد.